# Ричмонд (Мејн)
Ричмонд (енгл. Richmond) насељено је место без административног статуса у америчкој савезној држави Мејн.

## Демографија
По попису из 2010. године број становника је 1.760, што је 104 (-5,6%) становника мање него 2000. године.
| Група             | 2000.         | 2010.         |
| Белци             | 1.815 (97,4%) | 1.699 (96,5%) |
| Афроамериканци    | 11 (0,6%)     | 7 (0,4%)      |
| Азијати           | 4 (0,2%)      | 7 (0,4%)      |
| Хиспаноамериканци | 16 (0,9%)     | 19 (1,1%)     |
| Укупно            | 1.864         | 1.760         |